# مندروئید
مندروئید (Mandroid) یک زره تقویت شده تخیلی در کتاب‌های مصور مارول کامیکس می‌باشد. این زره به وسیلهٔ روی توماس و نئال آدامز خلق شده و در انتقام‌جویان شماره‌های ۹۴ام (دسامبر ۱۹۷۱) برای اولین بار معرفی شد.